# Эмар, Огюст
Огюст Эмар (фр. Auguste Aymard) — французский палеонтолог, живший и скончавшийся в Ле-Пюи-ан-Веле (Верхняя Луара). Он описал ископаемый вид Entelodon magnus, обнаруженный в Верхней Луаре в 1848 году в олигоценовых отложениях, и ископаемые роды Anancus и Amphechinus. Огюст Эмар работал архивистом департамента Верхней Луары и хранителем музея в Ле-Пюи-ан-Веле. Он обнаружил и провёл археологические раскопки, в том числе в Пюи, Полиньяке и Эспали-Сен-Марселе.

## Труды
- Aymard, A., 1848, Essai monographique sur un nouveau genre de Mammifère fossile trouvé dans la Haute-Loire, et nommé Entélodon, Annales de la Société d’Agriculture Sciences, Arts et Commerce du Puy, Vol.12, 1848, pp. 227—268
- Aymard, A. 1854, Acquisitions d’ossements fossiles trouvés à Sainzelle, commune de Polignac; aperçu descriptif sur ce curieux gisement et détermination des espèces fossiles qu’il renferme, Annales de la Société d’Agriculture Sciences, Arts et Commerce du Puy, Vol. 18, 1854, pp. 51-54
- Aymard, A. 1854, Des terrains fossilifères du bassin supérieur de la Loire, Comptes Rendus des Séances de l’Académie des Sciences, Paris, Vol. 38, 1854, pp. 673—677